# Petites servantes de l'Immaculée Conception
Les petites servantes de l'Immaculée Conception (en latin : Congregatio Sororum Servularum Beatae Mariae Virginis Immaculatae Conceptae) sont une congrégation religieuse féminine enseignante et hospitalière de droit pontifical.

## Historique
En 1861, les servantes de l'Immaculée Conception arrivent en Galicie ; mais en 1866, le gouvernement austro-hongrois prend le pouvoir dans cette région et oblige les religieuses à rompre leurs relations avec la maison mère. Avec l'approbation de l'archevêque de Poznań, les servantes de l'Immaculée Conception créent une branche indépendante avec une maison-mère à Stara Wieś. L’institut reçoit le décret de louange du pape Pie X le 22 février 1904.
Pendant la Première Guerre mondiale, les religieuses servent dans des hôpitaux militaires et exercent leur apostolat au sein de la population polonaise de Tchécoslovaquie. Après la guerre, la congrégation connaît une période d'expansion qui conduit à fonder en Amérique (1926) et en Afrique (1928), atteignant à cette époque plus de 1500 religieuses et 350 maisons. Cette expansion est freinée lors de la Seconde Guerre mondiale. Leurs constitutions religieuses sont définitivement approuvées le 21 mai 1940 par le Saint-Siège.
Une religieuse de cette congrégation, Célestine Faron (pl) (1913-1944), morte martyre à Auschwitz, est béatifiée le 13 juin 1999 par le pape Jean-Paul II.

## Activités et diffusion
Les petits servantes de l'Immaculée Conception se dédient à l'enseignement et aux soins des malades.
Elles sont présentes en :
- Europe : Pologne, Allemagne, Italie, Moldavie, Russie, Ukraine.
- Amérique : États-Unis.
- Afrique : Afrique du Sud, Malawi, Tanzanie, Zambie.
- Asie : Philippines.

La maison généralice est à Stara Wieś.
En 2017, la congrégation comptait 1221 sœurs dans 231 maisons.